# غبريال السادس (بابا الإسكندرية)
غبريال السادس، بابا الإسكندرية وبطريرك الكرازة المرقسية للأقباط الأرثوذكس رقم 90. وأقام بطريركاً لمدة 8 سنوات و10 أشهر و6 أيام، في الفترة من 9 فبراير 1466 م حتى 15 ديسمبر 1477 م، وتوفي. وخلا الكرسي بعده سنتان وشهراً واحداً و22 يوماً.